# Slag bij de Silarus
De Slag bij de Silarus werd gestreden in 212 v.Chr. tussen Hannibal's leger en een Romeins leger, geleid door Marcus Centenius Penula. De Carthagers behaalden de overwinning en vernietigden vrijwel het gehele Romeinse leger.

## Strategische situatie
Hannibal had het Beleg van Capua door de Romeinen opgebroken door twee consulaire legers zwaar toe te takelen. De twee consuls hadden hun legers opgesplitst; Flavius Flaccus marcheerde naar Cumae, Appius Claudius naar Lucania. Het is niet duidelijk waarom, omdat zij gezamenlijk nog altijd meer manschappen hadden dan Hannibal, zelfs na de onlangs geleden verliezen. Hannibal besloot Claudius te achtervolgen.
Claudius kon hem ontkomen, maar een centurion genaamd Marcus Centenius Penula vroeg een eigen bevel aan over een leger om tegen Hannibal op te trekken, omdat hij meende de regio Campania zo goed te kennen, dat hij Hannibal de baas zou kunnen worden. Hij kreeg inderdaad 8.000 man toegewezen, waarschijnlijk vanuit Gracchus' leger dat in Lucania was gestationeerd. Daar kwamen nog eens 8.000 vrijwilligers bij uit Campania, Lucania en Samnium. Terwijl consul Appius Claudius met zijn leger westwaarts marcheerde om zich bij zijn collega te voegen, zette Centenius de jacht op Hannibal in.
In Spanje bleef de situatie in een impasse. Noch de Scipio's, noch de Barca's konden een beslissend succes boeken. Op Sicilië ging het Beleg van Syracuse door. Hanno de Oudere bleef actief in Bruttium.

## De slag
Marcus Centenius was een dapper man, maar als veldheer was hij geen partij voor Hannibal. Bovendien was dit een van de weinige krachtmetingen waarbij Hannibal's leger groter was dan dat van zijn tegenstander. De Carthaagse verkenners hadden eerder in de gaten waar de Romeinen zaten dan omgekeerd. De Romeinen werden in een hinderlaag gelokt door Hannibal en werden geheel omsingeld. Het werd voor de Romeinen nog erger vanwege de vlucht van hun Etruskische bondgenoten, die daarmee paniek veroorzaakten. Hannibal omsingelde de overgebleven Romeinen en hakte hen in de pan. Van de 16.000 man zouden er in totaal slechts 1.000 overlevenden zijn, waarmee dit na 'Cannae' de grootste Carthaagse overwinning was. Hannibal nam toen Marcus' ring van zijn vinger en probeerde die te gebruiken in naam van Marcus Centenius, maar dit mislukte. Opnieuw demonstreerden de Romeinen hun vasthoudendheid door overgave aan Hannibal te weigeren. Hannibal was echter nog steeds onverslagen op Italiaans grondgebied.
De gedemoraliseerde resten van Silarus werden gevoegd bij die van Cannae.

## Nasleep
Hannibal achtervolgde Claudius niet, maar marcheerde in plaats daarvan oostwaarts naar Apulië, waar een Romeins leger onder de praetor Gnaeus Flavius Flaccus streed tegen bondgenoten van Carthago. De Romeinse consulaire legers, die nu even van Hannibal verlost waren, zetten hun strijd tegen Capua voort. Hanno de Oudere bleef in Bruttium.